# سليم شاكر الأمامي
العقيد الركن سليم شاكر الأمامي ضابط عراقي قاد اللواء المدرع الثاني عشر في حرب أكتوبر على الجبهة السورية وأول قائد عراقي يشتبك مع القوات الإسرائيلية وقام بأسر 14 دبابة وسمي على اثرها ب منقذ دمشق ، أحيل للتقاعد ثم عين ملحقا عسكريا في لندن ثم عين سفيرا للعراق في داكار. اتهم عام 1979 بمحاولة انقلاب خطط لها 5 من أعضاء حكم عليهم بالإعدام فيما حكم على سليم الأمامي بالسجن 7 سنوات بالرغم من عدم ثبوت شيء عليه. قضى بالسجن 3 سنوات ونصف وفي عام 1988 اتهم بمحاولة أخرى إلا أنه لم يعتقل أو يحاكم. له عدة مؤلفات عسكرية.

## مؤلفاته
- بعض موضوعات الحرب الحديثة. (1987)
- الدفاع والردع. (1988)
- العرب والحرب. (1995)
- عن الحرب -الجنرال كارل فون كلاوزفتز- ترجمة (1997)
- الجيش العراقي وحرب تشرين. (2001)
- عن الحرب الجنرال فون كلاوزفتز .ترجمة سليم شاكر الأمامي، المؤسسة العربية للدراسات والنشر عمان 1997.
- الأستراتيجية العسكرية‘السوق العسكري’،الأدميرال جي .سي .وايلي، ترجمة سليم شاكر الأمامي، دار الشؤن الثقافية العامة، بغداد 1987.
- الأستراتجية العسكرية المعاصرة، مورتن هاليبرن، ترجمة سليم شاكر الأمامي، مكتبة النهضة بغداد 1987.
- التأريخ السري لحرب العراق ويوسف بودانسكي، قيد الترجمة.
- نشر مقالات عديدة تأليفاً وترجمة عن شجون العراق المعاصر .